# Udești
Udești – wieś w Rumunii, w okręgu Suczawa, w gminie Udești. W 2011 roku liczyła 2296 mieszkańców. 